# Miguel Sarmiento
Miguel Sarmiento Salom (Las Palmas de Gran Canaria, 13 de agosto de 1876; ib, 24 de junio de 1926) fue un novelista y periodista canario próximo a la estética modernista. Es uno de los fundadores de la narrativa canaria moderna.

## Biografía
En 1890 se traslada con su familia a Mallorca, donde transcurrirá su adolescencia. Años más tarde se establece en Barcelona, adonde acude para realizar estudios universitarios de Derecho. En esa ciudad mantendrá estrechos contactos con los escritores modernistas catalanes. Comienza en esta época a cultivar la pintura y la literatura, que combina con la labor periodística, tanto en su isla natal como en periódicos catalanes y mallorquines, así como corresponsal de diversas publicaciones europeas. Mantiene gran amistad con intelectuales como Gabriel Alomar o Santiago Rusiñol. En colaboración con este último escribió una obra de teatro titulada La juerga triste.
En 1912 se casa con María Pourcel Bouché en Mallorca, lugar donde nacen sus dos hijos, Caridad y Juan Miguel. Sin embargo, el anhelo de volver a su tierra le hace establecerse definitivamente en Las Palmas de Gran Canaria, en 1923. Murió en su ciudad natal el 24 de junio de 1926.

## Obra literaria
Aparte de sus numerosos artículos y novelas cortas publicadas en prensa y revistas, dio a la imprenta obras en prosa como Muchachita, publicada en Palma de Mallorca en 1899 y Así, aparecida en Barcelona en 1909. En Barcelona publicará también Al largo, en el año 1915, con ilustraciones de factura modernista realizadas por el propio autor. Póstumamente aparecerá en la Imprenta Islas de Las Palmas de Gran Canaria Lo que fui, 1927.
Su narrativa discurre entre la prosa memorialista y un permanente sentido poético, en consonancia con la estética modernista. Los temas predilectos del autor tienen relación con el mar, particularmente con escenas y viajes marinos, embarcaciones, puertos y ciudades marinas (tanto de Canarias como de Baleares), la emigración, etc.

## Ediciones modernas
- Obra narrativa (1990), Islas Canarias, Viceconsería de Cultura y Deportes del Gobierno de Canarias.
- Lo que fui (1993), Santa Cruz de Tenerife, Benchomo.
- Lo que fui (2005), Las Palmas de Gran Canaria, Domibari Editores.
- Al largo (2005), Las Palmas de Gran Canaria, Domibari Editores.